# Epilasia
Epilasia é um género botânico pertencente à família Asteraceae.